# بريد عسكري

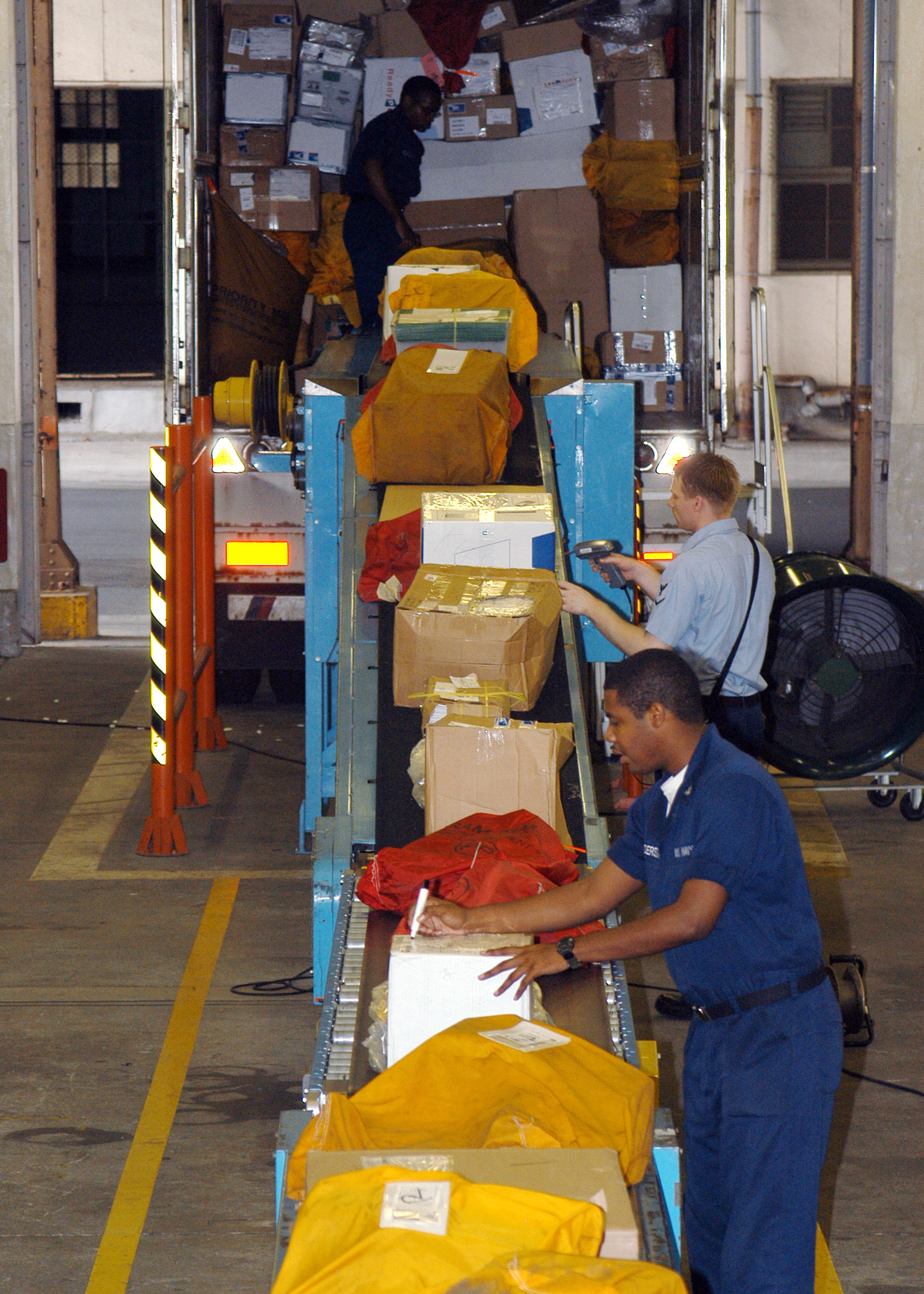
البحارة في البحرية الأمريكية يفرزون البريد في مركز بريد الأسطول في يوكوهاما

يشير البريد العسكري إلى الخدمات البريدية التي تقدمها القوات المسلحة والتي تسمح للأفراد العاملين بإرسال واستقبال البريد.
غالبًا ما يتم دعم أنظمة البريد العسكرية لضمان ألا يكلف البريد العسكري المرسل أكثر من البريد المحلي العادي. في بعض الحالات، يجوز للأفراد العسكريين في منطقة القتال إرسال الرسائل والطرود البريدية إلى بلادهم مجانًا.
تتوفر خدمات البريد العسكرية الحديثة من قبل معظم القوات المسلحة في جميع أنحاء العالم. في بعض الدول، قد تقوم فروع الخدمة الفردية بتشغيل برنامج البريد العسكري الخاص بها.

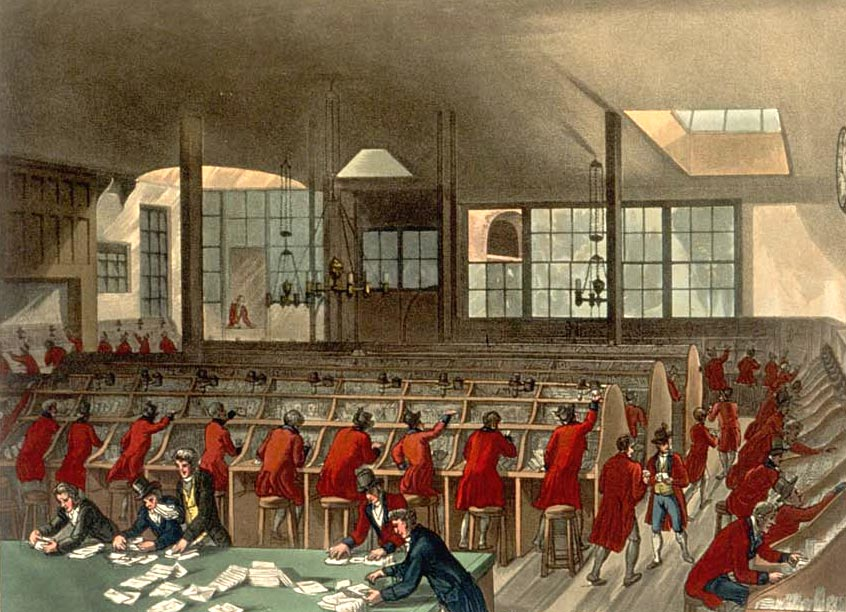
كتبة ينظمون البريد في مكتب بريد في لندن، حوالي 1808

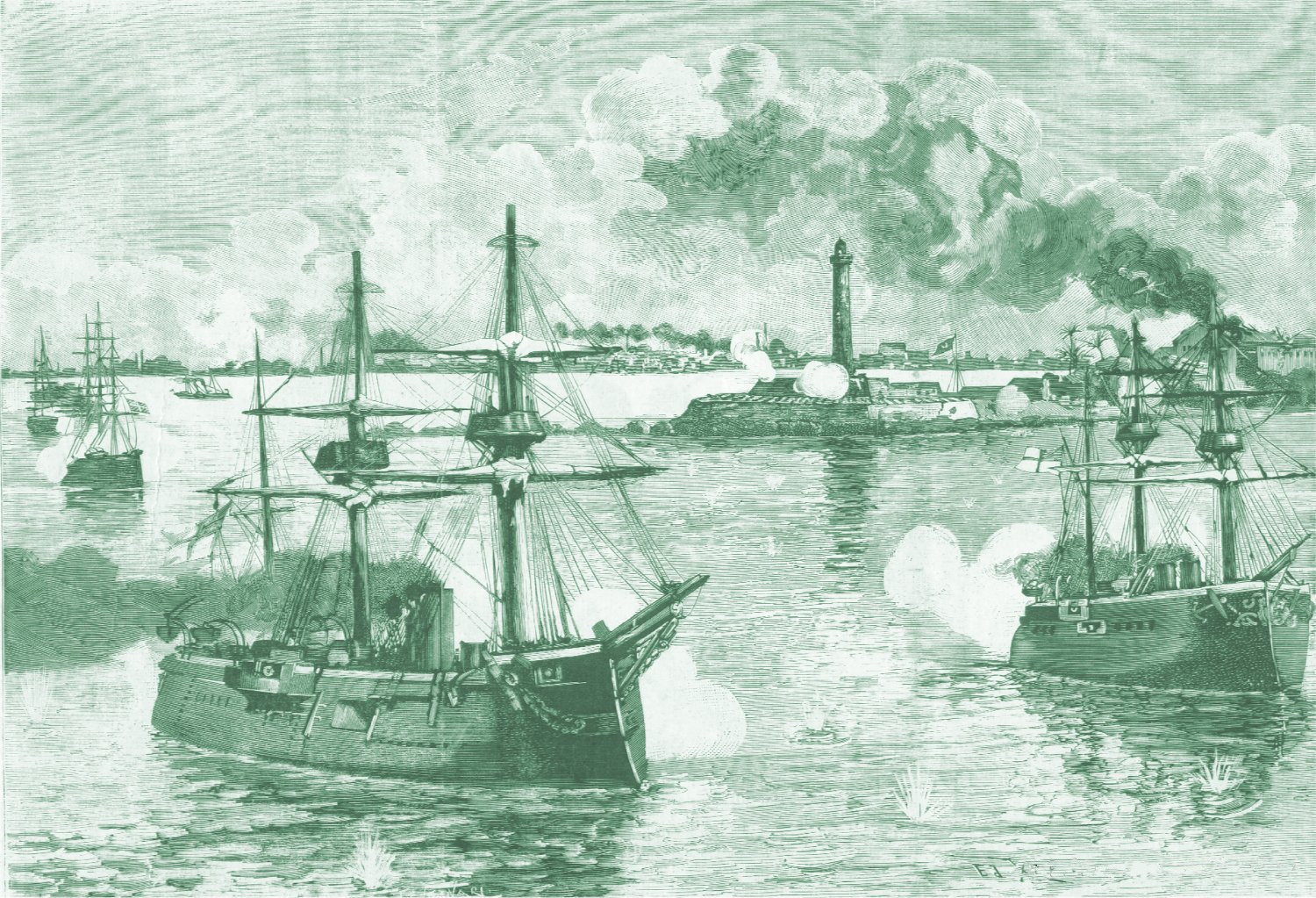
قصف الإسكندرية ، 1882. تم إنشاء أول خدمة بريدية مخصصة لجيش في الميدان خلال هذه الحملة.

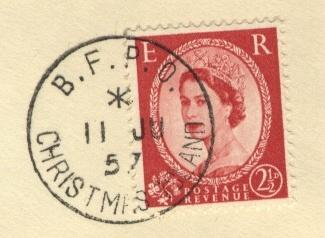
ختم بريدي بريطاني من سلسلة Wilding يستخدم في BFPO في جزيرة كريسماس في عام 1957

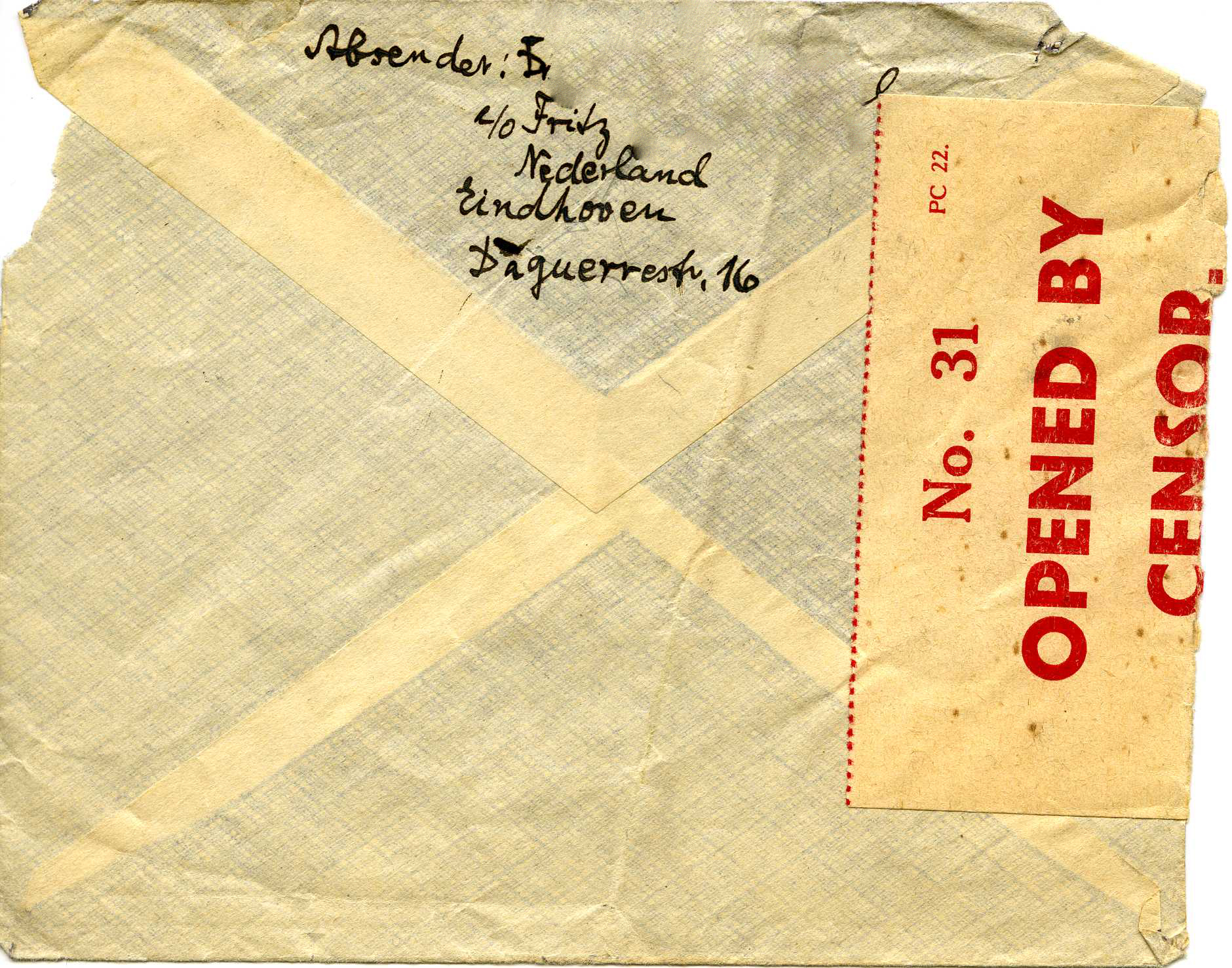
ملصق رقابة بريطاني على رسالة أُرسلت في أواخر عام 1939 من هولندا إلى فلسطين (ثم تحت الانتداب البريطاني)

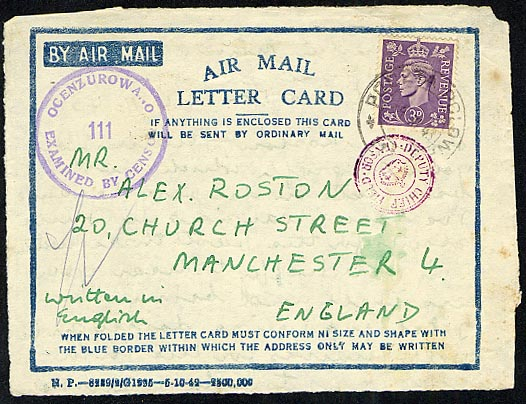
وضعت بطاقة بريد اير بريد على بطاقة Poczta Polowa 111 بتاريخ 4.11.1943 والتي كانت موجودة في ذلك الوقت في معسكر جولس بالقرب من قسطنطين ، فلسطين.

## روابط خارجية
- البريد العسكري الألماني ، صفحة خاصة
- 39 USC 3401 ، امتيازات بريدية لأفراد القوات المسلحة للولايات المتحدة والدول الأجنبية الصديقة
- منشور مشترك 1-0 ، دعم الموظفين للعمليات المشتركة ، 16 أكتوبر 2006 ، الملحق ك
- DoD 4525.6-M ، دليل البريد لوزارة الدفاع ، 15 أغسطس 2002
- DoD 4525.7 ، الخدمة البريدية العسكرية والخدمات ذات الصلة ، 2 أبريل 1981
- الأمر التنفيذي رقم 12556 ، يمنح وزير الدفاع سلطة تعيين مناطق البريد المجاني
- وزارة الخارجية الأمريكية DPO
- دعم قواتنا  –  معلومات USPS العسكرية
- مكتب بريد القوات البريطانية
- خدمة البريد والساعي BFPO HISTORY
- خدمات المهندسين في الجيش الملكي
- البريد العسكري الألماني على صفحة البعثات الخاصة
- رسائل حرب الأرشيف لرسائل الحرب الألمانية  –  الصفحة الرئيسية لمشروع يجمع رسائل الحرب الألمانية من الحرب العالمية الثانية للبحث. يمكن الاطلاع على مقالات حول عمل المنظمة، والرقابة، وقائمة كاملة من المراجع. يتم ترجمة بعض الأمثلة في الفاكسيميلي. يتم دعم المشروع الخاص من قبل متحف الاتصالات برلين.
- مكاتب البريد الميدانية البولندية خلال WW2  –  Poczta Polowa
- جمعية التاريخ البريدي العسكري وهي تشجع على دراسة الجوانب البريدية لجميع الحروب والأعمال العسكرية لجميع الأمم.